# Hilarin Felder

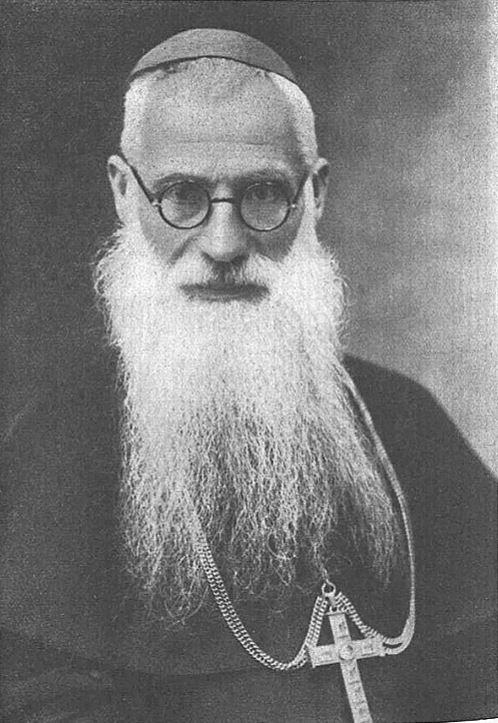
Hilarinus Felder (ca. 1942)

Hilarin Felder (* 20. Juli 1867 in Eich als Josef Felder; † 27. November 1951 in Freiburg, heimatberechtigt in Flühli) war ein Schweizer katholischer Theologe und Kapuzinerpater.

## Leben
Hilarin Felder kam am 20. Juli 1867 in Eich als Sohn des Käsers Jakob Felder und der Maria Josefa geborene Weibel zur Welt. Felder trat 1886 in den Kapuzinerorden in Luzern ein. Im Jahr 1890 empfing er die Priesterweihe. In der Folge war Felder als Lektor der Theologie tätig. 1898 erwarb er sein Doktorat in Theologie an der Universität Freiburg. Dort lehrte er im Anschluss auch als Professor der Theologie.
Hilarin Felder war mitbeteiligt an der Wiedererrichtung der Nuntiatur in der Schweiz. 1938 wurde er zum Titularbischof von Geras ernannt. Als Apostolischer Visitator der Päpste Pius XI. und Pius XII. war Hilarin Felder in mehreren Orden und Priesterseminarien mit schwierigen Aufgaben betraut. Felder starb am 27. November 1951 im Alter von 84 Jahren in Freiburg.
Hilarin Felder machte sich einen Namen als interdisziplinärer Geisteswissenschaftler, dessen zahlreiche Publikationen auf dem Gebiet der Apologetik, Christologie und zur franziskanischen Geschichte breite Anerkennung fanden.

## Werke (Auswahl)
- Jesus Christus. 2 Bände, 1911–14; 3. Auflage 1923–24.
- Die Ideale des heiligen Franziskus von Assisi. 1923; 6. Auflage 1952.